# Epanaphe moloneyi
Epanaphe moloneyi är en fjärilsart som beskrevs av Druce 1887. Epanaphe moloneyi ingår i släktet Epanaphe och familjen tandspinnare. Inga underarter finns listade i Catalogue of Life.